# ولی سیتی (ایندیانا)
ولی سیتی (به انگلیسی: Valley City) یک منطقهٔ مسکونی در ایالات متحده آمریکا است که در شهرستان هریسون، ایندیانا واقع شده‌است. ولی سیتی ۱۷۴٫۹۶ متر بالاتر از سطح دریا واقع شده‌است.